# Svizzera ai Giochi della XXVIII Olimpiade
La Svizzera partecipò ai Giochi della XXVIII Olimpiade, svoltisi ad Atene, Grecia, dal 13 al 29 agosto 2004, con una delegazione di 98 atleti impegnati in diciannove discipline.